# Херберт Тејлор
Херберт Џ. Тејлор (18. април 1893—1. мај 1978) је био предузетник, јавна личност и мецена хришћанских организација које су припадале Сједињеним Америчким Државама. Тејлор је основао Фондацију хришћанских радника (енгл. Christian Workers Foundation) 1939. године. Био је председник Ротари Интернатионала 1954-55 и директор Прве народне банке Барингтона (Илиноис). Тејлор је такође био и плодан аутор и створио је тест четири питања. Био је на насловној страни Њузвика 28. фебруара 1955. године.
Био је методиста и имао је две ћерке, Глорију Беверли и Роману Естелин. Живео је са супругом у Парк Риџу, Илиноису. Умро је 1. маја 1978. године.

## Тест четири питања и Ротари
Тејлор је током 1930—их година осмислио познати тест четири питања. Тест се састоји од 4 питања на које се мора добити тачан одговор:
- Да ли је истина?
- Да ли је поштено према свима?
- Да ли гради добру вољу и пријатељство?
- Да ли је корисно за све?

Тејлор је 1940-их био међународни директор Ротарија и предложио је тест организацији. Ротари Интернационал га је усвојио као стандардан део своје етике. Никада се није мењао и данас га користе сви Ротаријанци. Представља стандард по ком се сва понашања требају тестирати. Распрострањен је широм света и користи се у приватном и пословном животу